# Bazailles
Bazailles település Franciaországban, Meurthe-et-Moselle megyében. Lakosainak száma 148 fő (2022. január 1.). Bazailles Baslieux, Boismont, Joppécourt, Mercy-le-Bas és Ville-au-Montois községekkel határos.

## Népesség
A település népességének változása:
| Lakosok száma | 222  | 193  | 170  | 177  | 148  | 143  | 142  | 141  | 144  | 148  |
|               | 1968 | 1982 | 1990 | 2006 | 2013 | 2015 | 2017 | 2019 | 2020 | 2022 |